# Claud Goulder
Claud Goulder, britanski general, * 1896, † 1956.